# روز یک سؤال احمقانه بپرس

روز یک سؤال احمقانه بپرس (به انگلیسی: Ask a Stupid Question Day) نام یک روز تعطیل است که بعضی اوقات در ایالات متحده آمریکا جشن گرفته می‌شود که معمولاً توسط دانش آموزان و معلمان جشن گرفته می‌شود. گرچه روز یک سؤال احمقانه بپرس ۲۸ سپتامبر است ولی در عمل مشاهده می‌شود که آخرین روز ماه سپتامبر را جشن می‌گرفتند.